# 温心
温心（1991年5月11日—），本名温健婷，中国大陆女性演员、歌手、模特儿，曾为香港女子组合少女标本成员，现经纪公司为温心工作室。2010年，其因个人艺术照在社交网络上的广泛传播而引发关注；同年，其在深圳2011世界大学生运动会“追风大运之星”（礼仪）选拔赛中获得全国季军。2011年，其参与电影《知了的夏天》的拍摄，并因此进入影视圈发展至今。2015年，其发行迷你专辑《温心》，以此进入乐坛发展。

## 生平

### 早年
温健婷在高中二年级时就已经开始从事模特儿工作；而其亦因为相貌姣好，在中学时期就已引来了相当数量的追随者。另外，其亦曾出镜拍摄饶雪漫小说《左耳》的封面及正文部分插图。2009年，其考入深圳大学师范学院影视系。同年，其参加了该年度的世界亚裔小姐大赛，并在当年12月6日获得深圳赛区季军。随后，其在当年12月31日举行的中国区总决赛中获得“最佳才艺小姐”及“最佳上镜小姐”奖项。
2010年6月，温健婷的一组艺术照在QQ、开心网等社交网络上被广泛传播，引发大量关注及讨论；对此，其表示“非常意外”。同年，其获得了第二届深圳动漫节Scaf girl阳光美少女选拔赛冠军。另外，其亦随所在学院报名参加了深圳2011世界大学生运动会“追风大运之星”（礼仪）选拔赛，并于当年10月28日获得该赛事的全国季军及“最受媒体关注奖”。12月初，其出席了嘉乐祥珠宝十周年庆典暨大运会贵金属纪念品首发仪式。10日，参与了深圳大学社团联合会十周年庆典晚会的开场表演。25日，其获得2010年腾讯游戏“快乐大使”全国总决赛冠军，并因此代言游戏《地下城与勇士》的“女枪手”角色。2011年2月13日，其在深圳万象城担任了肯德基对话90后“青春‘裁’开始”校服设计大赛的评委。

### 影视生涯
2011年，温健婷开始以“温心”之名义从事演艺活动。这年8月，温心被选定为电影《知了的夏天》的女主角“罗知夏”的饰演者。在该片拍摄完结后，其于当年10月20日在合肥与剧组共同出席第20届金鸡百花电影节进行宣传，之后于22日出席红毯秀。2012年10月，其在北京参与了该片主题曲音乐视频的拍摄。2013年4月23日，其又与该片的另一主演成毅参与了北京国际电影节的红毯走秀，以宣传该片。不过该片最终并未在中国大陆上映。
2013年10月9日，温心出席了电影《怒放》（后改称《怒放之青春再见》）在深圳举行的发布会。15日，于北京出席其出演的电影《对不起，我爱你》的新闻发布会。两片分别于2014年1月10日及3日上映，而其在前者饰演“李爱”一角，在后者出演主角“恩彩”。2014年4月18日，其出席了电影《女生宿舍》在第4届北京国际电影节的宣传活动。8月1日，其参演的电影《不再说分手》上映。31日，出席第12届长春电影节的红毯走秀。9月12日，由其饰演主要角色“夏梦芊”的电影《女生宿舍》上映。12月27日，于横店影视城出席剧集《明朝不科学》的发布会。
2015年5月8日，温心出演的网络剧集《心理罪》上线播放，在其中饰演“邓琳玥”一角。6月23日，参演深圳卫视生活服务类节目《时尚美装》。同月，其被选为剧集《会痛的17岁》的单元主演。7月，由其饰演“柳若冰”一角的剧集《纳妾记》上线。随后，其参与了湖南卫视《天天向上》节目的录影。11月6日，出席第十三届四川电视节。8日，其参演的网络剧集《会痛的17岁》上线播映，饰演“吴小萌”“许愿愿”“张丽”等三个角色。12月，参演网络剧集《午夜计程车2》。
2016年1月14日，温心出席了其参演的剧集《寻找爱的冒险》在北京举行的启播发布会。该剧于当月20日启播，其饰演的角色为“田婉兮”。4月16日，与宁桓宇参演乐视网自制节目《颜值大战》。7月12日，于宁夏出席剧集《大话西游之爱你一万年》的开机礼。8月26日，其参演的电影《在世界中心呼唤爱》上映，饰演“美琴”一角。10月27日，于其母校深圳大学出席电影《外公芳龄38》在2016华语电影深圳盛典暨第四届“十大华语电影”表彰盛典新片展映暨发布单元上的见面会；该片于11月11日上映，而其饰演的角色则为幼儿园教师“苏西”。12月16日，其参演的网络电影《格斗娇娃》上映。同年年底，其成立了个人工作室。
2017年7月30日，温心出席了电影《我是马布里》的首映礼。9月1日，于南宁出席电影《你爱我》的开机发布会。28日，其出演的剧集《大话西游之爱你一万年》上线播放，饰演角色为“青霞”。12月24日，参与了龙鼎天著木门于北京居然之家举办的“温情”系列产品发布会。
2018年10月21日，温心参与了设计师品牌WANG FENG于上海举办的2019春夏礼服秀。11月6日，由其出演“孟雪”一角的剧集《原来你还在这里》上线播放。2019年5月18日，由其参演“芊儿”一角的电影《你好现任》上映。8月23日，其参演的电影《保持沉默》上映，在其中饰演“安妮”一角。

### 歌坛生涯
2013年2月，温心完成了其首支粤语单曲《刚刚》的录制。8月，其完成了首张个人EP的录制。但直到2015年3月14日，该张EP才正式在中国内地及香港发行。
2015年5月，温心与许雅婷、袁紫侨、简淑儿以少女标本组合成员之名义在香港出道，并在于西九龙中心举办的“少女标本艺能争霸战”揭幕礼中首唱了各自的出道曲目。但在此之后，其因忙于拍戏而缺席了该组合的不少演艺活动。2016年起，温心不再以该组合成员身份活动，其他成员则在当年8月证实温心已退出该组合。

## 演艺记录

### 参演剧集
| 首播年份 | 名称                     | 角色               | 参考及备注 |
| -------- | ------------------------ | ------------------ | ---------- |
| 2015年   | 《心理罪1》              | 邓琳玥             | 网络剧     |
| 2015年   | 《纳妾记1》              | 柳若冰             | 网络剧     |
| 2015年   | 《会痛的17岁》           | 吴小萌/许愿愿/张丽 | 网络剧     |
| 2015年   | 《我和X先生2》           | 顾雪               | 网络剧     |
| 2015年   | 《午夜计程车2》          | 黄丽               | 网络剧     |
| 2016年   | 《寻找爱的冒险》         | 田婉兮             | [ 45 ]     |
| 2017年   | 《栀子花开2017》         | 护士               | 网络剧     |
| 2017年   | 《大话西游之爱你一万年》 | 青霞               | [ 56 ]     |
| 2018年   | 《原来你还在这里》       | 孟雪               | [ 59 ]     |
| 2020年   | 《乘风少年》             | 姜子琳             | [ 70 ]     |
| 2022年   | 《世界上另一个你》       | 江夏               | 网络剧     |
| 2025年   | 《锦囊妙录》             | 小月               |            |
| 待播     | 《爱在风起云涌时》       | （待查）           | 2013年拍攝 |
| 待播     | 《猎金风暴》             | （待查）           | [ 72 ]     |

### 参演电影
| 上映时间 | 名称                   | 角色   | 参考及备注    |
| -------- | ---------------------- | ------ | ------------- |
| 待查     | 《原谅我，来不及爱你》 | 罗知夏 | [ 18 ] [ 73 ] |
| 2014年   | 《对不起，我爱你》     | 恩彩   | [ 27 ]        |
| 2014年   | 《怒放之青春再见》     | 李爱   | [ 26 ] [ 23 ] |
| 2014年   | 《不再说分手》         | 莱莱   |               |
| 2014年   | 《女生宿舍》           | 夏梦芊 | [ 32 ]        |
| 2016年   | 《在世界中心呼唤爱》   | 美琴   | [ 48 ] [ 49 ] |
| 2016年   | 《外公芳龄38》         | 苏西   | [ 51 ]        |
| 2016年   | 《格斗娇娃》           | 周小玲 | 网絡电影      |
| 2019年   | 《你好现任》           | 芊儿   | [ 60 ] [ 61 ] |
| 2019年   | 《保持沉默》           | 安妮   | [ 62 ]        |
| 2022年   | 《刀剑封魔》           | 小鹿   | 网絡电影      |
| 2023年   | 《我的青春不再见》     |        |               |

### 音乐作品

#### 独立发行
| 温心   | EP               | 2015年3月14日 | 中文 | 星汇天姬 | \| 1. \| 逆风的蝴蝶（国） \| \| 2. \| 刚刚（粤） \| \| 3. \| 感谢（国） \| \| 4. \| 未知（国） \| |
| [ 65 ] |                  |               |      |          |                                                                                                   |
| #      | 曲目             |               |      |          |                                                                                                   |
| 1.     | 逆风的蝴蝶（国） |               |      |          |                                                                                                   |
| 2.     | 刚刚（粤）       |               |      |          |                                                                                                   |
| 3.     | 感谢（国）       |               |      |          |                                                                                                   |
| 4.     | 未知（国）       |               |      |          |                                                                                                   |

#### 随少女标本发行
| 少女标本 | EP                     | 2015年5月14日 | 中文 | GME中国、星汇天姬 | \| 1. \| 几百万分之一（未参与） \| \| 2. \| 刚刚（Solo） \| \| 3. \| 留一线（未参与） \| \| 4. \| 人鱼之丘（未参与） \| |
| 列表     |                        |               |      |                   | |
| #        | 曲目                   |               |      |                   | |
| 1.       | 几百万分之一（未参与） |               |      |                   | |
| 2.       | 刚刚（Solo）           |               |      |                   | |
| 3.       | 留一线（未参与）       |               |      |                   | |
| 4.       | 人鱼之丘（未参与）     |               |      |                   | |

### 参演节目
| 播放时间      | 名称           | 播放平台 | 参考及备注 |
| ------------- | -------------- | -------- | ---------- |
| 2015年3月27日 | 《美丽俏佳人》 | 重庆卫视 |            |
| 2015年6月23日 | 《时尚美装》   | 深圳卫视 | [ 36 ]     |
| 2015年7月31日 | 《天天向上》   | 湖南卫视 |            |
| 2016年4月16日 | 《颜值大战》   | 乐视网   | [ 46 ]     |

## 家庭
温心的表哥为男子组合至上励合的成员刘洲成。

## 争议
2013年12月，有香港传媒拍摄到温心在湾仔万丽海景酒店与演员黄晓明共进晚餐，随后有说法称双方在当年5月就已开始交往，及后者已为此于事发两个月前与杨颖分手。对此，温、黄、杨三方全数予以否认，当中黄晓明更在其工作室声明中指责温心是透过此种方式炒作新电影。而温心的经纪公司则在声明中称，该晚餐仅是一顿有十数人出席的工作晚餐，并将其形容为“一个晚餐引发的误会”；温心本人则指其欣赏杨颖已有颇长时间，并在接受传媒采访时特地强调“黄晓明和她最配”，以此否认有关传言。而在当月27日，温心又在电影《对不起，我爱你》于成都的宣传活动中，指其对以上事件感到“非常懊恼”。